# 1953 en combiné nordique
| Années du combiné nordique : 1950 - 1951 - 1952 - 1953 - 1954 - 1955 - 1956    |
| Décennies du combiné nordique : 1920 - 1930 - 1940 - 1950 - 1960 - 1970 - 1980 |

Cette page reprend les résultats de combiné nordique de l'année 1953.

## Festival de ski d'Holmenkollen
L'édition 1953 du festival de ski d'Holmenkollen fut remportée par le Finlandais Heikki Hasu,
devant les Norvégiens Sverre Stenersen et Simon Slåttvik.

## Jeux du ski de Lahti
L'épreuve de combiné des Jeux du ski de Lahti 1953 eut lieu une semaine après celle de Holmenkollen. Elle fut remportée par le vainqueur de celle-ci, le Finlandais Heikki Hasu, devant le Norvégien Simon Slåttvik. Le Finlandais Paavo Korhonen complète le podium.

## Jeux du ski de Suède
Les Jeux du ski de Suède 1953 eurent lieu à Boden. L'épreuve de combiné fut remportée par un coureur finlandais, Eeti Nieminen, devant deux Norvégiens : le champion de Norvège 1952, Per Gjelten, suivi par Kjetil Mårdalen.

## Deaflympics
Les Deaflympics d'hiver de 1953 eurent lieu à Oslo (Norvège).
Le combiné nordique y était présent pour la première fois. Le Norvégien Finn Olav Gjøen s'imposa devant ses compatriotes Per Sikko et Asbjørn Kjøsnes.

## Championnats nationaux

### Championnats d'Allemagne

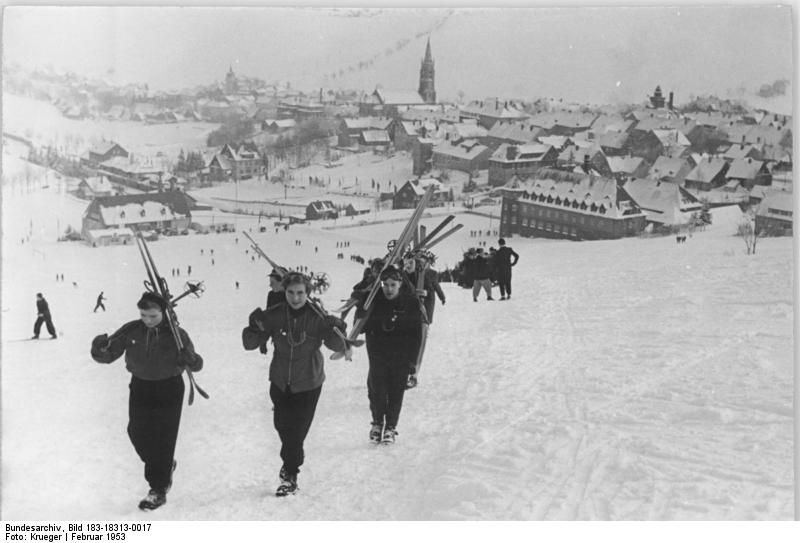
La montée au tremplin d'Oberwiesenthal lors des championnats d'Allemagne de l'Est 1953.

Les résultats des deux Championnats d'Allemagne de combiné nordique 1953 manquent.

### Championnat d'Estonie
Le Championnat d'Estonie 1953 se déroula à Võru. Il fut remporté par Uno Aavola devant Johannes Peets et Uno Kajak.

### Championnat des États-Unis
Les résultats du championnat des États-Unis 1953 manquent.

### Championnat de Finlande
Les résultats du championnat de Finlande 1953 manquent.

### Championnat de France
Les résultats du championnat de France 1953 manquent.

### Championnat d'Islande
Le championnat d'Islande 1953 fut remporté par Jón Sveinsson.

### Championnat d'Italie
Le championnat d'Italie 1953 fut remporté par Alfredo Prucker. Il s'impose devant Bruno Mosele et Mario Faccin.

### Championnat de Norvège
Le championnat de Norvège 1953 se déroula à Trondheim, sur le tremplin Granåsen, ce qui est nouveau : les championnats précédents organisés à Trondheim depuis 1912 s'étaient déroulés sur le Gråkallbakken.
Le vainqueur fut Simon Slåttvik, suivi par Per Gjelten et Gunder Gundersen.

### Championnat de Pologne
Le championnat de Pologne 1953 fut remporté par Józef Daniel Krzeptowski (pl), du club WKS Zakopane, qui retrouvait là sa quadruple couronne perdue un an plus tôt.

### Championnat de Suède
Le championnat de Suède 1953 a distingué Bengt Eriksson, du club Malungs IF. Le club champion fut le Vännäs AIK.

### Championnat de Suisse
Les résultats du Championnat de Suisse 1953 manquent.